# Scoonie Penn
James Donell „Scoonie” Penn (ur. 9 stycznia 1977 w Yonkers) – amerykański koszykarz, występujący na pozycji rozgrywającego, po zakończeniu kariery zawodniczej trener koszykarski, obecnie asystent trenera Memphis Grizzlies.

## Osiągnięcia
Na podstawie, o ile nie zaznaczono inaczej.
NCAA
- Uczestnik rozgrywek:
  - NCAA Final Four (1999)¹
  - II rundy turnieju NCAA (1999, 2000)¹
  - turnieju NCAA (1996, 1997)
- Mistrz:
  - turnieju konferencji Big East (1997)
  - sezonu regularnego konferencji Big 10 (2000)¹
- Koszykarz roku Big 10 (1999 – nagroda współdzielona z Mateenem Cleavesem)[4]
- MVP turnieju Big East (1997)[5]
- Debiutant roku Big East (1996)[6]
- Laureat Frances Pomeroy Naismith Award (2000)[7]
- Zaliczony do:
  - I składu:
    - Big 10 (1999, 2000)
    - Big East (1996, 1997)
    - turnieju Big East (1997)
    - debiutantów Big East (1996)

  - II składu All-American (1999 przez USBWA, 2000)
  - III składu All-American – AP,  (1999 przez AP, NABC)
- Lider Big 10 w liczbie celnych rzutów za 3 punkty (88 – 1999)

Drużynowe
- Mistrz Chorwacji (2004, 2006)
- Wicemistrz Grecji (2007)
- Brąz ligi VTB (2009)
- Zdobywca pucharu:
  - Grecji (2010)
  - II ligi włoskiej (2011)

Indywidualne
- MVP kolejki Euroligi (14 – 2005/2006, 15 – 2006/2007, 10, 19 – 2007/2008)

Reprezentacja
- Mistrz uniwersjady (1999)

¹ – NCAA anulowała wyniki zespołu w tamtych sezonach